# 中国礼仪之争

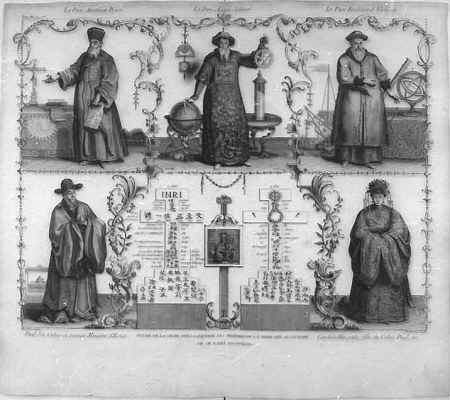
穿着中国服饰的耶稣会在华传教士

中国礼仪之争指17世纪至18世纪西方天主教传教士就中国传统礼仪是否与天主教教義相容，从而和清王朝在学术和政治上发生的冲突。在天主教内先后有两种看法，耶稣会认为祭祖、祭祀孔子（祭孔）乃世俗的禮儀，与天主教教义相容，在一定范围内，是应该被容忍的；而以道明会和方济会则认为这与天主教教义相悖，不可容忍，并因此向教宗请示报告。
在道明会建议下，聖座在1645年通过通谕，禁止中国教徒祭祖祭孔。但之后在耶稣会的游说下，聖座在1656年解除了这个禁令。这个风波曾一度使中国和亚洲其它地区，包括日本和印度的天主教徒都受到了影响。
在这场冲突中，清朝皇帝和几个教宗（包括克勉十一世和克勉十四世）分歧越来越大，最终迫使聖座直接干预。虽然到了后期，道明会和方济会已不像当初激烈反对耶稣会的思想，但歷任教宗始终持强硬态度。克勉十一世在1704年下达谕令禁止教徒祭祖祭孔。1742年，本笃十四世重申禁令，并禁止一切的辩论。
在两个世纪后的1939年，聖座开始重新审视这个问题。庇护十二世在1939年12月8日颁布了一项谕令，同意教徒祭祖和祭孔仪式。后来在第二次梵蒂冈大公会议（1962-1965）上正式认可祭祖祭孔，成为教义的一部分。

## 背景

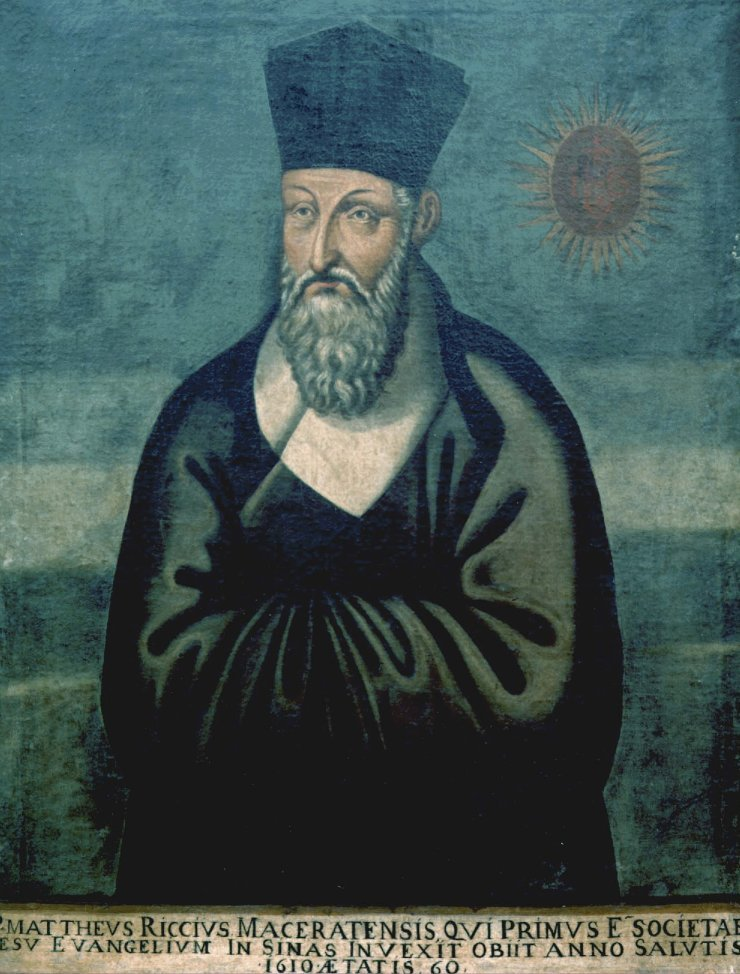
利玛窦

1582年，耶稣会意大利籍传教士罗明坚及利玛窦抵達廣東肇庆，為近代天主教入華揭開序幕。
1644年清兵入关时，天主教入華已62年，神聖羅馬帝國籍傳教士汤若望、南懷仁主持編制時憲曆，獲清廷信任，天主教得以迅速發展。
1664年，耶稣会住院共38所，耶稣会士来华人数累計82人，全国的教堂已经有156座，全国天主教徒达245000人之多。
1665年，杨光先發表《辟缪论》，批評汤若望历法不準，當時顧命大臣鰲拜不滿外國人參議朝政，於是支持楊光先，監禁汤若望，天主教在华發展直挫，史称「曆獄」。

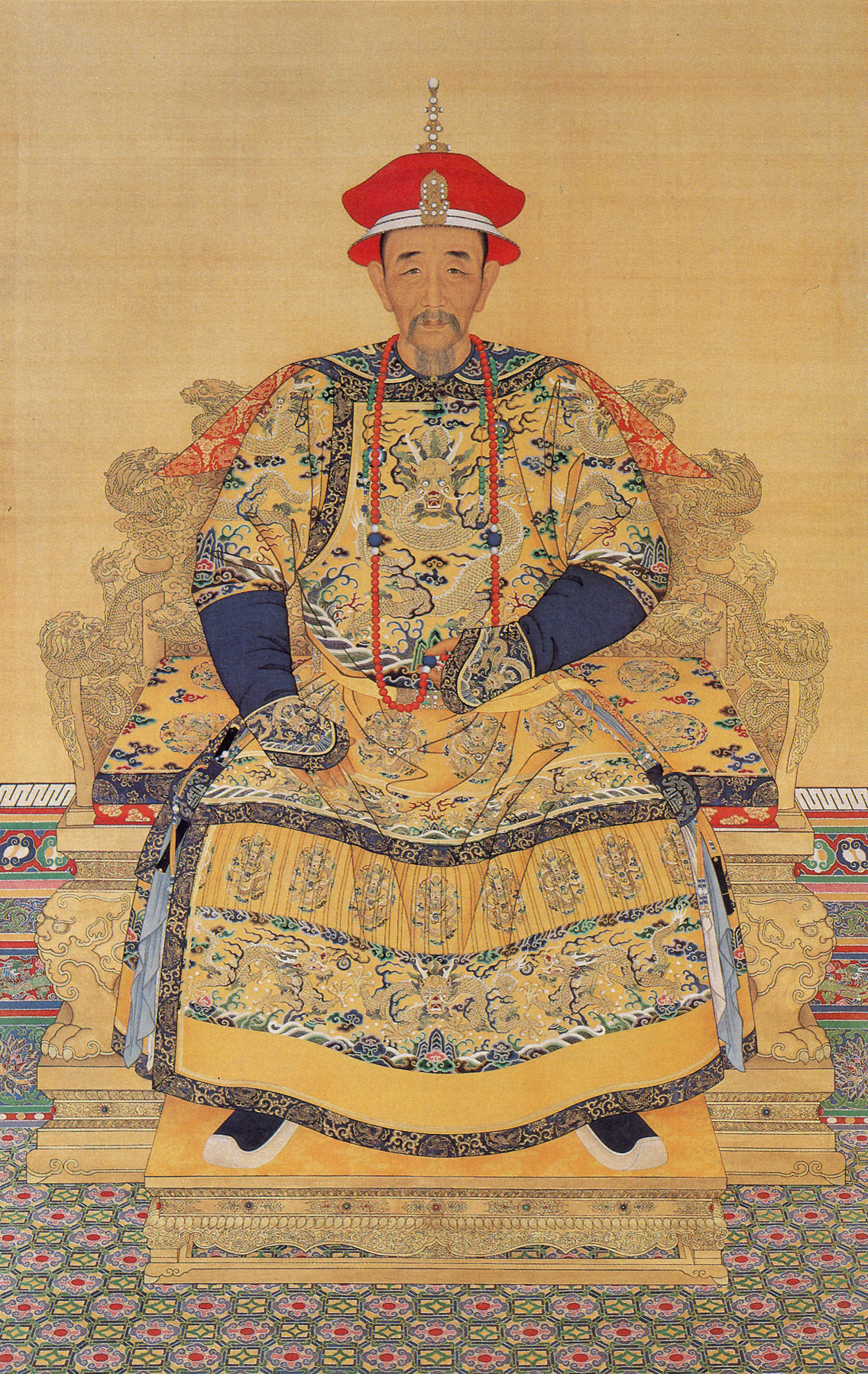
康熙帝

往後，康熙帝執政，禁錮鰲拜，重新起用外國人。南怀仁利用西方發明對中國貢獻，建立天主教士的聲望，又與利类思和安文思共同上奏，为汤若望平反。1669年（康熙八年）9月5日，康熙颁旨：「恶人杨光先捏词天主教係邪教，已经议复禁止。今看得供奉天主教并无恶乱之处，相应将天主教仍令伊等照旧供奉。」康熙初年，成為傳教士在中國的蜜月期。
1689年，清朝与俄罗斯帝國準備劃訂疆界，商議尼布楚条约，精於拉丁文的传教士負責代表中方與俄國人溝通，這條條約最終以拉丁文簽訂。南怀仁等亦协助清廷铸造火炮，平定三藩之乱。他们准确预测日食，使皇帝可以为相关祭奠做好准备；一些耶稣会传教士則成为宫廷画家。
1692年（康熙三十一年），康熙下达一道容教令，標誌著傳教士的勢力攀上高峰：
|  | 查得西洋人，仰慕圣化，由万里航海而来。现今治理历法，用兵之际，力造軍器、火炮，差往俄罗斯，诚心效力，克成其事，劳绩甚多。各省居住西洋人，并无为恶乱行之处，又并非左道惑众，异端生事。喇嘛、僧等寺庙，尚容人烧香行走。西洋人并无违法之事，反行禁止，似属不宜。相应将各处天主堂俱照旧存留，凡进香供奉之人，仍许照常行走，不必禁止。俟命下之日，通行直隶各省可也。 |

康熙年間，新來中國的道明會及方濟會教士反對明末以來耶穌會教士容許中國教徒祭天、敬孔、祀祖等禮俗，爆發禮儀之爭，因此1720年（康熙五十九年）清廷決定禁教（未嚴格執行），1723年（雍正元年）清世宗開始嚴格執行禁教，再加上日後傳教士介入世宗未登極時，與兄弟爭奪皇位之事，還有擔心民眾信奉天主教後，國家命令無法貫徹，且會被教廷與西方天主教國家控制，因此清世宗下令除留京任職的傳教士外，其餘一律送往澳門，各地天主堂被拆毀，或改成公廁，屢下禁令，不許民眾對此信仰。清高宗乾隆年間，取締尤烈，因此傳教活動幾乎消失，直到西元1842年清宣宗時期（道光二十年）爆發鴉片戰爭後，簽訂中國首條不平等條約——《南京條約》才解除禁令。

## 争论序幕
禮儀之爭的序幕，背後是一場中國天主教在地化的爭論。
1601年，意大利耶稣会传教士利玛窦抵達燕京，一度自喻為「西僧」，但他旋即發現中國文化由儒家士大夫掌握。他相信要中國人接受天主教，必須從士大夫階層着手，他於是改稱為「西儒」，研習儒家文明，穿起士大夫服饰，向中國人介紹記憶術、地圖、天文等西方技術，以此表明他們並非文化低落的「西夷」。

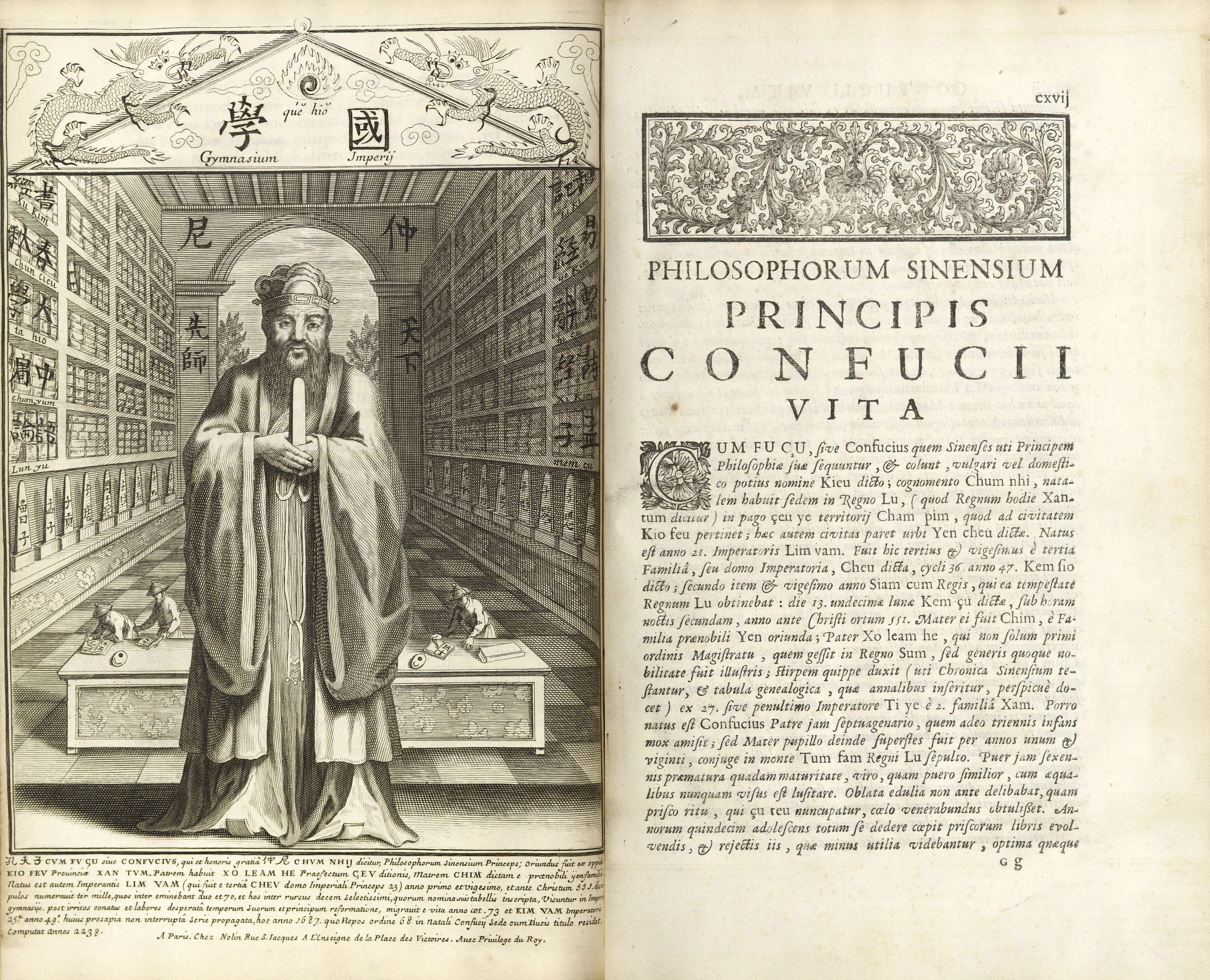
孔子

利玛窦容許中國教徒繼續祭天、祭祖、祭孔的舊俗，利玛窦主張中國人所謂的「天」和「上帝」本質上與天主教所說的「唯一真神」沒有分別，故祭天並無問題。而祭祀祖先與孔子，這些只屬緬懷先人與敬仰哲人的儀式，與信仰也沒有甚麼干涉；只要不摻入祈求、崇拜等迷信成分，本質上並沒有違反天主教教義。利玛窦的傳教策略和方式，一直為之後到中國傳教的耶穌會士所遵從，是為「利玛窦規矩」。
1610年，利玛窦去世，死前指定意大利人龙华民接任教会中职务，龍華民成為引發「礼仪之争」的第一人。他於1597年（明万历二十五年）进入中国，先在韶州传教，1609年入北京，对利玛窦的思想和传教方法有不同看法，但利玛窦死後才提出。當他接任中国耶稣会总会长后，主张废除「天」、「上帝」、「天主」等词，一律采用译音，並指「天」是指苍苍之天，而「上帝」并不是代表造物主，主张應將「天主」依拉丁文音译为「陡斯」或「斗斯」；也有人主张只许用「天主」，而不能用「天」与「上帝」之称。
耶穌會教士雖然對兩派主張意見分歧，但为避免纷争鬧大，耶稣会決定焚毁五十多篇反对利玛窦的作品，统一该会立场。這次糾紛只成為會內事務，但到了1628年，在华传教士在江苏嘉定舉行会议，讨论敬祖及Deus的译名问题。与会者意见很不一致，最終認為敬孔祭祖问题應沿用「利玛窦规矩」；对于译名，则主张采用龙华民一派的音譯。
直至道明會進入這場紛爭，禮儀之爭才正式升級。道明會在華傳教事業，起步較耶穌會略遲。當耶穌會教士在中國朝廷及士大夫階層享有聲望時，1631年1月2日或3日，道明會高奇神父才從菲律賓抵達中國福建北部的福安，正式開始對華傳教，接任的黎玉范神父向教廷報告，指責耶穌會寬容中國信徒祭祖、敬孔，終引起羅馬教廷介入。
当时耶稣会受葡萄牙国王保护，基地是葡萄牙占据的澳门，道明會受西班牙国王保护，基地是西班牙占据菲律宾马尼拉。而葡西两国在海上对抗，关系紧张。

## 政治風波

### 羅馬早期反复立場

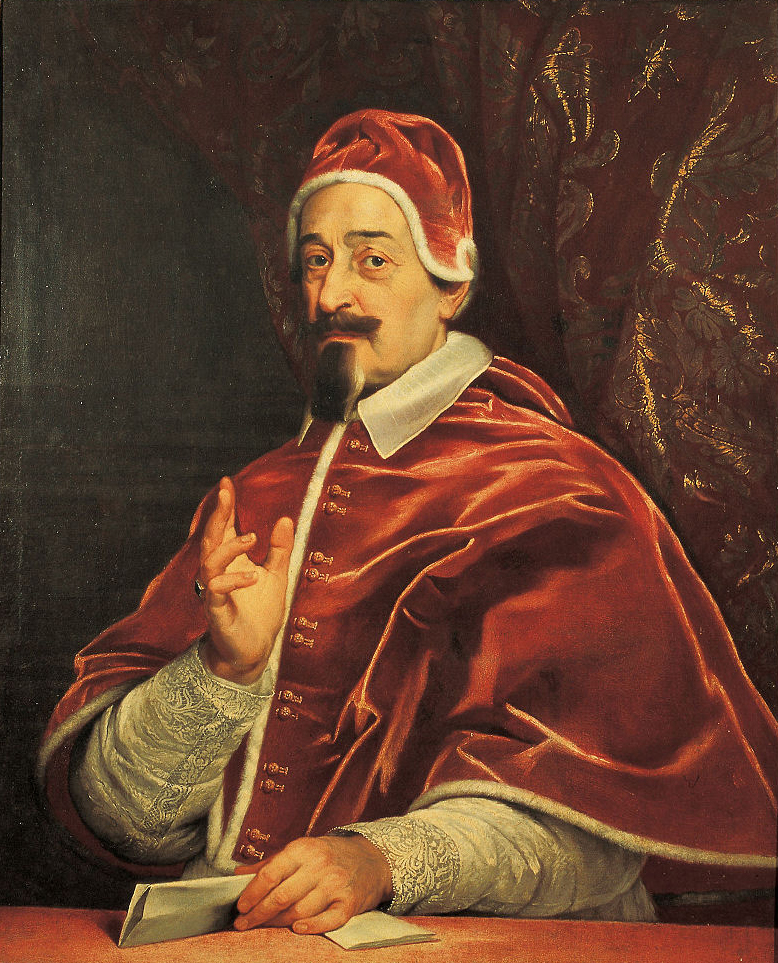
亚历山大七世批准中國教徒祭祖

早期的礼仪之争仍是天主教徒的学术问题，並未演化成国家之间的政治议題，但隨著各在華天主教會的競爭加劇，修會各自尋求聖座的支持，爭論才演化成政治事件。事件中，聖座的態度經歷多次轉變。
1643年，道明會傳教士黎玉范返回欧洲，向聖座传信部控告耶稣会士，提出十七问，要點概略如下：
|  | 一、中国信徒是否应与其他天主教徒同例，每年举行认罪及圣餐一次？ 二、教士对妇女行洗礼时，可否不用口津及盐，以及免除过量之涂油？ 三、中国信徒如放债时，是否允许其征收百分之三十的利息？如係以放债为生，在其皈信天主之后，是否让其继续经营此种营业？ 四、是否允许中国信徒向社会祭神典礼捐献财物？ 五、中国信徒是否可以参加政府举行之祭典？ 六、中国信徒是否可以参加祭孔典礼及丧葬祭拜之仪？ 七、中国信徒是否可以参加祭拜祖先牌位之典礼及举行其他祀祖仪式？ 八、在对中国人举行洗礼之先，应否告其天主教之教义绝对禁止敬拜偶像及举行其他祭典？ 九、中国信徒尊敬孔子，可否用“圣”字？ 十、中国信徒在其会堂中所悬匾额，对于皇帝应否用“万岁”字样？ 十一、对于中国非信教徒，可否举行弥撒典礼？ |

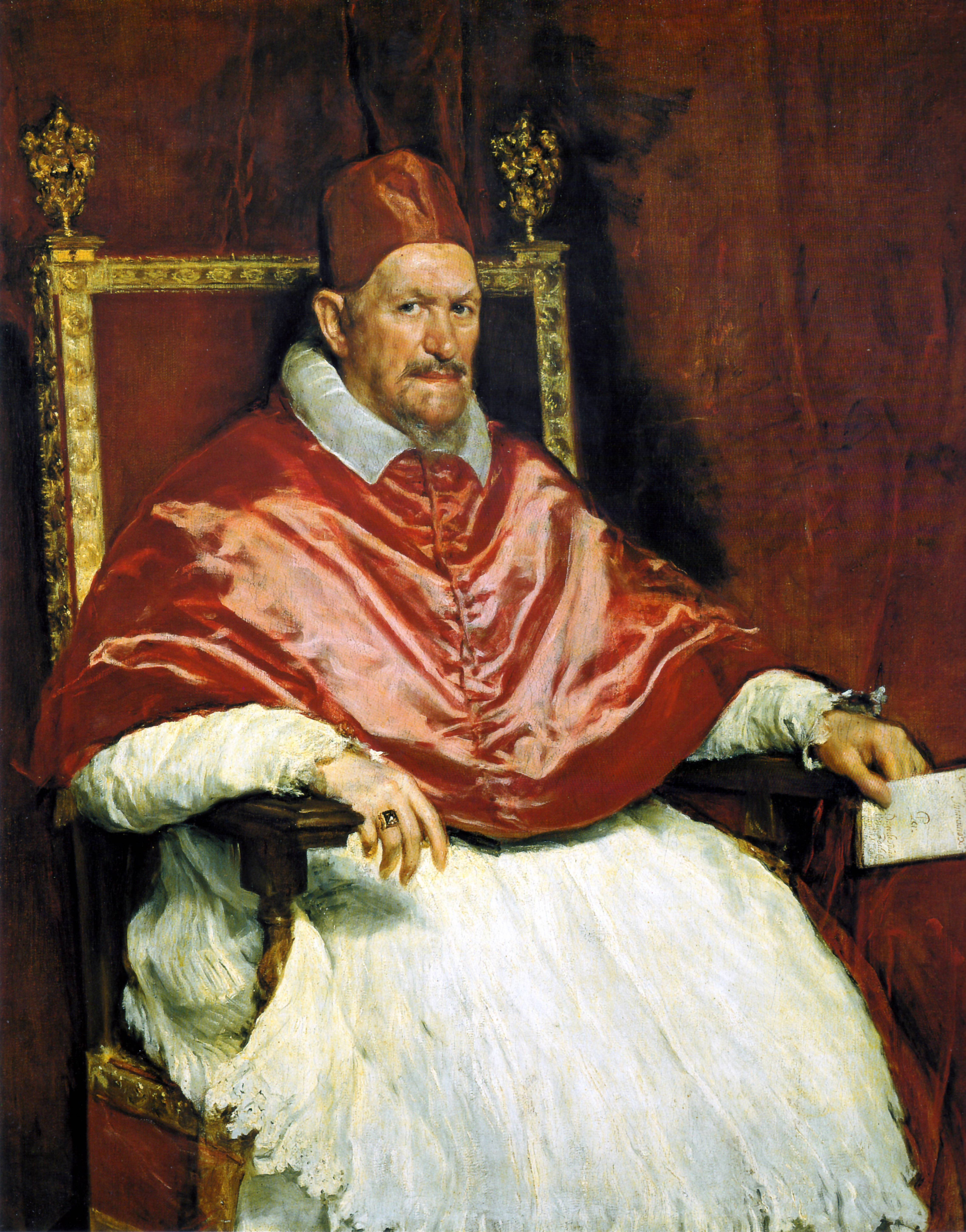
依诺增爵十世反對教徒祭祖

1645年9月12日，教宗依诺增爵十世批准，发布通諭禁止天主教徒参加祭祖祀孔，但到了1651年，耶稣会教士卫匡国到罗马向教宗申辩，1656年教宗亚历山大七世決定，只要耶稣会士確定不會妨碍教徒的根本信仰，允許照他们的理解参加祭孔等活动。

### 在華教士對立
1667年，因「曆狱」而被羁押在广州的包括耶稣会、道明會、方济会会士共23人召开了一场长达四十天的会议，讨论在华传教的方针，最后通过的决议之一，是遵守1656年的教宗裁定。其中道明会士闵明我始终持不同意见，在获释后立即返欧，并于1676年在马德里出版《中国历史、政治、伦理和宗教概观》（西班牙語：Tratados históricos, políticos, éticos y religiosos de la monarchia de China）一书上册，三年后出版下册，抨击在华耶稣会士的传教方式，罗马的耶稣会总会于是紧急将该书寄至中国，并要求各地的会士传阅并提供驳斥的论据。聖座经过讨论，决定不更改1656年的命令。
1687年，法國國王路易十四派遣耶稣会士洪若翰、李明、張誠、白晉、劉應以「國王數學家」的名义赴华，在經歷與葡萄牙籍傳教士的鬥爭後，耶稣会在華法國傳教區終於成立，首任會長為張誠。该会成员大多贊成所谓“利玛窦规矩”。只有劉應持反對意見。
1693年（康熙三十二年）3月26日，巴黎外方传教会的颜珰主教打破各方妥协，在他所管辖的福建宗座代牧区内，发布了禁止中国教徒实行中国礼仪的禁令，自此争议迅速扩大，由纯宗教学术问题，逐渐演变成为清朝和聖座之间的政治斗争。聖座在1701年（康熙四十年）和1719年（康熙五十八年）先后派铎罗和嘉乐（Carlo Ambrogio Mezzabarba）两位特使来华，期间也发布了一系列的禁教令。铎罗使华以失败而告终，自1720年12月31日起嘉乐来华后康熙接见嘉乐宗主教前后共十三次，礼遇很隆，对于敬孔敬祖的问题，当面不愿多言，也不许嘉乐奏请遵行禁约。嘉乐宗主教因有了铎罗的经历，遇事很谨慎。看到事情不能转圆时，乃奏请回罗马。

## 教宗克勉十一世的法令

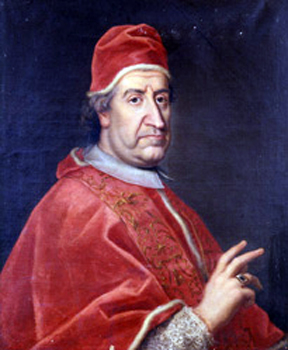
克勉十一世反對教徒祭祖

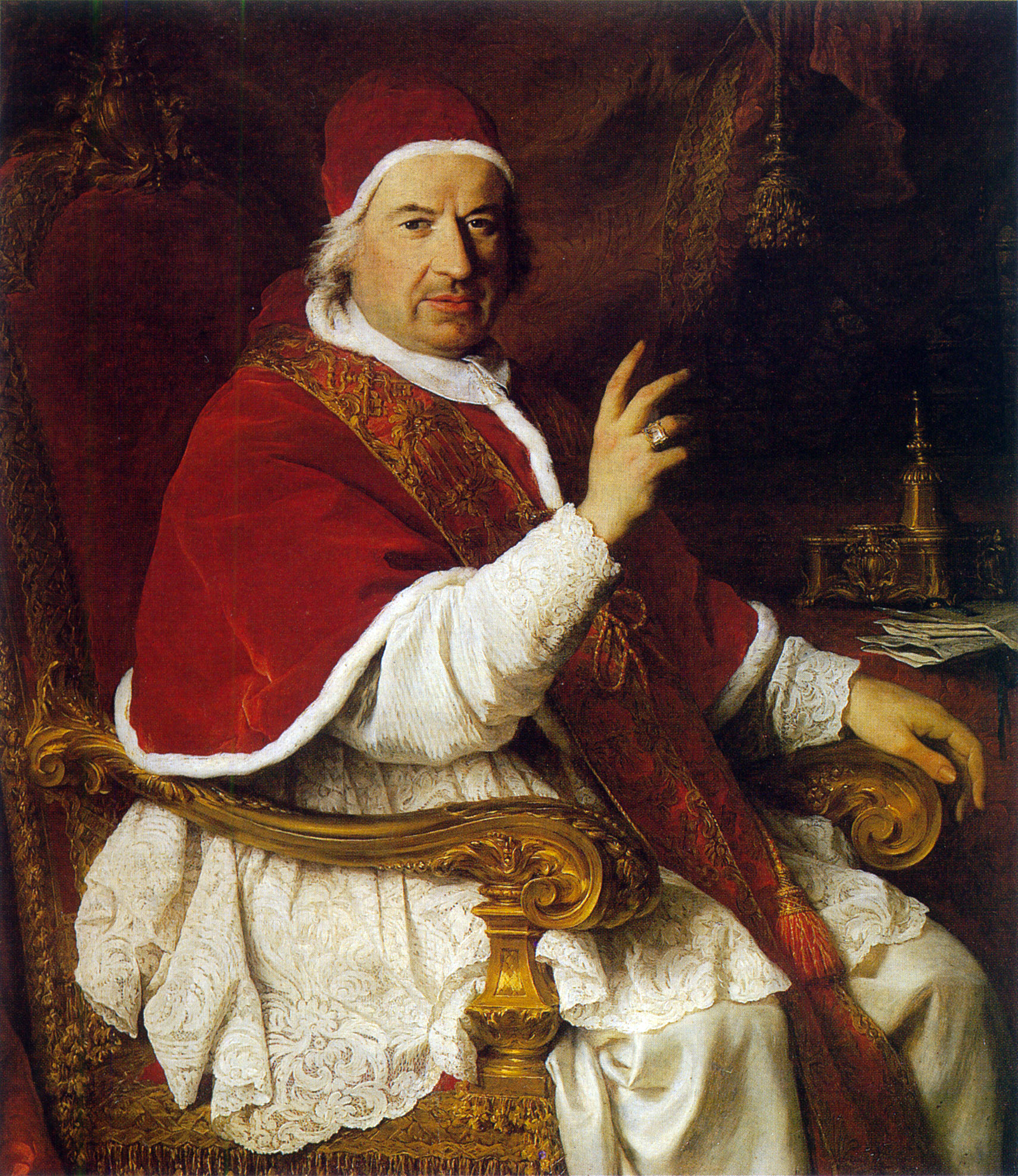
本篤十四世反對教徒祭祖

虽然之后的欧洲舆论认为，儒教不符合西方宗教的标准，所以是屬於世俗的哲学而非宗教，但教宗坚持儒家的祭典与天主教教义冲突。

1704年12月20日，他正式发布教旨：
|  | 教宗命令，这决议由铎罗，安提阿教区主教和中国及其他东印度国家教宗巡视员带去，并随带另外一些看来是必要和适当的指令。目的是要让他和大主教们，主教们，或者其他那些已在当地，将至当地的逗留者、传教者，仔细地阅读这份决议，以便让各传教修会现在哪里，和无论何时在哪里居住的传教士们共同遵守，而不管他是属于哪一个修会——哪怕是耶稣会。他们必须保证让那一地区的所有基督徒都遵守决议。不守此令者，将被處以绝罚（破門律）。 |

1705年（康熙四十四年）聖座派特使铎罗来华，1707年铎罗在江寧（今南京市）发布禁令：
|  | 中国的传教士，都应该按上面的指示（教宗谕令）去答复（康熙皇帝和地方官关于中国礼仪的问题）。敢有自作主张，不按指示去答复的，立即受到絕罰。绝罚的赦免权，由圣座和特使加以保留。 |

公元1715年，教宗克勉十一世又颁布《自登基之日》（Ex Illa Die）的教宗通谕，重申必须绝对遵守1704年的禁令，否则将受绝罚。所有传教士必须宣誓服从。
|  | 一、西洋地方称呼天地万物之主用“斗斯”（拉丁語：Deus） 二字，此二字在中国用不成话，所以在中国之西洋人，并入天主教之人方用“天主”二字，已经日久。从今以后，总不许用“天”字，亦不许用“上帝”字眼称呼天地万物之主。如“敬天”二字之匾，若未悬挂，即不必悬挂，若已曾悬挂在天主堂内，即当取下，不许悬挂。 二、春秋二季，祭孔子并祭祖宗之大礼，凡入教之人，不许作主祭、助祭之事，连入教之人，并不许在此处站立，因为此与异端相同。 三、凡入天主教之官员或进士、举人、生员等，于每月初一日、十五日，不许入孔子庙行礼。或有新上任之官，并新得进士，新得举人生员者，亦俱不许入孔庙行礼。 四、凡入天主教之人，不许入祠堂行一切之礼。 五、凡入天主教之人，或在家里，或在坟上，或逢吊丧之事，俱不许行礼。或本教与别教之人，若相会时，亦不许行此礼。因为还是异端之事。凡入天主教之人，或说我并不曾行异端之事，我不过要报本的意思，我不求福，亦不求免祸，虽有如此说话者亦不可。 六、凡遇别教之人行此礼之时，入天主教之人，若要讲究，恐生是非，只好在旁边站立，还使得。 七、凡入天主教之人，不许依中国规矩留牌位在家，因有“灵位神主”等字眼，又指牌位上有灵魂。要立牌位，只许写亡人名字。再者，牌位作法，若无异端之事，如此留在家裏可也，但牌位旁边应写天主教孝敬父母之道理。 以上我虽如此定夺，中国余外还有别样之理，毫无异端，或与异端亦毫不相似者，如齐家治国之道，俱可遵行。今有可行与不可行之礼，俱有教王之使臣定夺。有与天主教不相反者，许行，相反者，拒决断不许行。 |

教宗本篤十四世於是在1742年頒佈《自從上主聖意》（Ex quo singulari），重申“自登基之日”禁約。这个通谕还禁止在华传教士讨论「礼仪」问题。本笃十四通谕宣布之后，“异论顿息，人心翕然，迄今二百年，各省传教神父，勿论何国何会，悉遵教皇谕旨，宣传天主正教，共遵一途，共守一道，毫无争执歧异之端，而圣教之至一至圣，亦愈彰明较著焉。”

## 清朝反應
1705年（康熙四十四年）聖座派特使铎罗来华，1707年铎罗在江寧（今南京市）发布禁令，康熙帝令将铎罗押往澳门交葡萄牙人看管。康熙帝還嚴斥：「众西洋人，自今以后，若不遵利玛窦规矩，断不准在中国住，必逐回去。」1710年，铎罗死于澳门监狱中，康熙帝为澄清中国礼仪之争，派遣法国天主教传教士艾若瑟出使聖座，樊守义随行。兩人到达罗马后，将康熙帝关于铎罗来华及中国礼节问题和西洋教务问题的旨意，详细向教宗呈述。教宗不愿艾若瑟返回中国，至1718年，教宗收到康熙皇帝朱笔文书才放行。
康熙六十年（1721年）康熙帝親閱聖座特使嘉乐所带来的「自登基之日」禁約后，大為震怒，斥責道：
|  | 览此条约，只可说得西洋等小人如何言得中国之大理。况西洋等人无一通汉书者，说言议论，令人可笑者多。今见来臣条约，竟与和尚道士异端小教相同。彼此乱言者，莫过如此。以后不必西洋人在中国行教，禁止可也，免得多事。钦此。 |

耶稣会士聽聞康熙旨意，颇为担忧。因此在嘉乐宣布教宗谕旨时，自行附加了八条变通的办法：
|  | 一、准许教友家中供奉祖宗牌位；牌位上只许写先考、先妣姓名，两旁加注天主教孝敬父母的道理。 二、准许中国对于亡人的礼节；但是这些礼节应属非宗教性质的社会礼节。 三、准许非宗教性质的敬孔典礼。孔子牌位若不书写“灵位”等字，也可供奉，且准上香致敬。 四、准许在改正的牌位前或亡人棺材前叩头。 五、准许在丧礼中焚香点烛，但应当声明不从流俗迷信。 六、准许在改正的牌位前或亡人棺材前供陈果蔬，但应当声明只行社会礼节，不从流俗迷信。 七、准许新年和其他节日在改正的牌位前叩头。 八、准许在改正的牌位前焚香点烛，在墓前供陈果蔬。 |

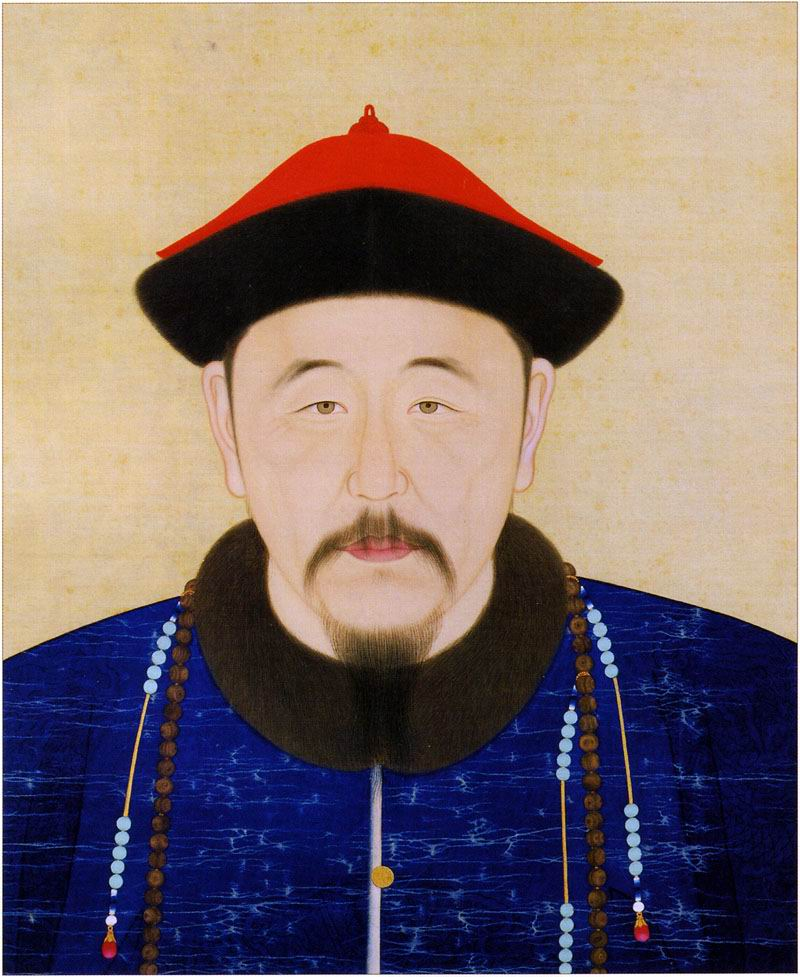
康熙帝

但这并没有軟化清廷的態度。康熙帝隨後下旨，宣稱：
|  | 中国道理无穷，文义深奥，非尔等西洋人所可妄论。 |

1721年3月，嘉乐离华返欧。1733年，北京的两位主教向教徒宣布「嘉乐八条」及1715年教宗通谕，令其遵守。1735年，教宗克勉十二世（1730年－1740年在位）认为「嘉乐八条」与教义不合，宣布废除。

康熙帝晚年，皇室內部發生皇位繼承問題，有部分傳教士極力反對由四皇子——雍親王胤禛（後稱清世宗，或稱雍正帝）接替為皇太子，從此得罪雍正帝，何況雍正帝早已不滿於教廷的反覆無常。因此待雍正帝登基後，隨即於1723年頒旨，正式禁教。御旨曰：
|  | 中國有中國之教，西洋有西洋之教；彼西洋之教，不必行於中國，亦如中國之教，豈能行於西洋。 |

教宗本篤十四世於是在1742年頒佈《自從上主聖意》（Ex quo singulari），重申“自登基之日”禁約。这个通谕还禁止在华传教士讨论「礼仪」问题。本笃十四通谕宣布之后，“异论顿息，人心翕然，迄今二百年，各省传教神父，勿论何国何会，悉遵教皇谕旨，宣传天主正教，共遵一途，共守一道，毫无争执歧异之端，而圣教之至一至圣，亦愈彰明较著焉。”
到了乾隆帝在位时，传教士虽在朝廷受到極高礼遇，但仍然不許在中國傳教。後來的嘉慶、道光兩位皇帝继续奉行禁教政策。自此，中国天主教被清廷認定違法，只能地下发展。直至19世紀，隨著大清帝國對外戰爭連連失利，西洋傳教士才又可憑藉不平等條約與本國政府的保障，再次深入中國內地，結束了百餘年的禁教局面。

## 争议结束
1932年，日本耶稣会所办的上智大学部分學生参拜靖国神社不行礼，即所谓上智大学学生拒绝参拜靖国神社事件，引起了当时的日本军部的强烈反弹。时任广岛宗座代牧约翰内斯·罗斯主教（1875年－1969年）为解决这一问题，遂展开对教史的研究试图找出有利的案例和证据。结果发现1258年时教廷曾颁发一件通谕，允许教徒可以参加非天主教的仪式，由于此谕先于中国礼仪之争，因此对重视传统的罗马教会而言，具有相当的权威性。在几经讨论之后，聖座发布通告，允许日本教徒在神社中低头行礼，因为此举“除了表示他们对祖国的热爱，对天皇的忠诚外，别无他意”。
该事件为日后解决中国礼仪之争埋下了伏笔。1934年，溥仪在关东军的扶植之下登基为伪满洲国皇帝，将祭孔定为强制的文化政策。梵蒂冈因此再度面临两个多世纪以前的礼仪问题。由于满洲国政府在回复吉林教區主教高德惠的讯问时，答复曰：“尊孔仪式的唯一目的，就是彰显对孔子的崇敬之情，绝对不带宗教的特质。”再加上有先前日本神社事件的前例，教宗庇护十一世于1935年发布命令，要求满洲国教区主教应谨慎确认祭孔无宗教特质，而神职人员在行过反对中国礼仪的宣誓之后，还应等待主教们的指导，以避免疑惑和争执。

## 庇护十二世的决定

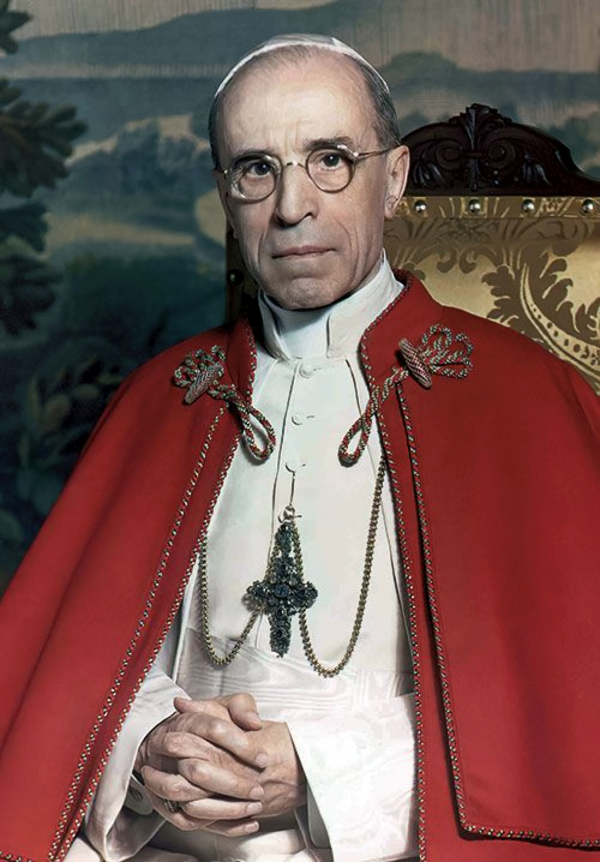
教宗庇護十二世

1939年，在他當選為教宗後的幾個星期，教宗庇护十二世（1939年－1958年在位）命令萬民福音部放寬克勉十一世和本篤十四世法令的某些方面。在宗座主教们收到伪滿洲國政府的保證，確認所謂「中國禮儀」僅具有「民間」特質之後，教廷於1939年12月8日發佈了一項新通谕，稱為《众所皆知》（Plane compertum est）通谕，其中指出：
很明顯，在東方地區，有些儀式儘管在古代可能涉及異教儀式，但隨著數個世紀以來習俗和思想的變化，這些儀式僅僅保留了對祖先的虔誠或對祖國的愛，或對鄰居的禮貌等民事意義。
允许教徒参加祭孔仪式；可以在教会学校中放置孔子之肖像或牌位，并容许鞠躬致敬；如果教徒必须出席带有迷信色彩的公共仪式时，必须抱持消极的态度；在死者或其遗像、牌位之前鞠躬，是被允许且是适当的。
總體而言，《众所皆知》通谕斷言：
- 允許天主教徒出席孔廟或學校的祭孔典禮；
- 允許在天主教學校豎立孔子像或刻有孔子名字的牌位。
- 天主教的地方官員和學生可以被動地參加有迷信色彩的公開儀式。
- 在先人或其神像前的頭頂傾斜及其他公民守禮的表現，是合法且無異議的。
- 本篤十四世規定的中國儀式宣誓不完全符合最近的規定，而且是多餘的。[25]

根據教宗庇護十二世的傳記作者Jan Olav Smit的說法，這意味著中國的習俗不再被視為迷信，而是一種尊敬親人的尊貴方式，因此被天主教基督徒所允許。儒家也因此被認定為一種哲學，是中國文化不可分割的一部分，而非與天主教相衝突的異教徒宗教。不久之後，在1943年，中國國民政府與聖座建立了外交關係。教廷的法令大大改變了中國的教會狀況。
但教廷并不承认先前相关的通谕是错误的，而是认为过去宗教性的祭祖、祭孔观念，历经数百年后已变成了世俗性活动，故可以被酌情允许。此一宣言对亚洲儒家文化圈内的天主教徒亦是一种解放，如越南天主教也在1964年针对祭拜祖先、民族英雄和战争先烈等问题上获得教宗的特许。